# Markus Wolf (homme politique)
Markus Wolf (né le 4 août 1980 à Bad Dürkheim) est un viticulteur allemand et un homme politique de la CDU. Il est député élu au Landtag de Rhénanie-Palatinat.